# Lista odcinków serialu 24 godziny
Poniżej znajduje się lista odcinków serialu telewizyjnego 24 godziny (serial telewizyjny) – emitowanego przez amerykańską stację telewizyjną Fox od 6 listopada 2001 roku do 24 maja 2010 roku. Łącznie powstało 8 sezonów,192 odcinków W Polsce były wyemitowane wszystkie sezony przez Canal+, Polsat oraz TV4.
| Sezon | Sezon            | Odcinki | Oryginalna emisja    | Oryginalna emisja | DVD               | DVD               | DVD |
| Sezon | Sezon            | Odcinki | Premiera sezonu      | Finał sezonu      | DVD               | DVD               |     |
| ----- | ---------------- | ------- | -------------------- | ----------------- | ----------------- | ----------------- | --- |
|       | 1                | 24      | 6 listopada 2001     | 21 maja 2002      | 17 września 2002  | 3 grudnia 2009    |     |
|       | 2                | 24      | 29 października 2002 | 20 maja 2003      | 9 września 2003   | 1 grudnia 2005    |     |
|       | 3                | 24      | 28 października 2003 | 25 maja 2004      | 7 grudnia 2004    | 30 stycznia 2006  |     |
|       | 4                | 24      | 9 stycznia 2005      | 23 maja 2005      | 6 grudnia 2005    | 1 stycznia 2006   |     |
|       | 5                | 24      | 15 stycznia 2006     | 22 maja 2006      | 5 grudnia 2006    | 2 lutego 2007     |     |
|       | 6                | 24      | 14 stycznia 2007     | 21 maja 2007      | 4 grudnia 2007    | 30 listopada 2007 |     |
|       | Redemption       | 2       | 23 listopada 2008    | 23 listopada 2008 | 25 listopada 2008 | brak danych       |     |
|       | 7                | 24      | 11 stycznia 2009     | 18 maja 2009      | 19 maja 2009      | 20 kwietnia 2010  |     |
|       | 8                | 24      | 17 stycznia 2010     | 24 maja 2010      | 14 grudnia 2010   | 31 maja 2011      |     |
|       | Live Another Day | 12      | 5 maja 2014          | 14 lipca 2014     | brak danych       | brak danych       |     |

## Sezon 1 (2001-2002)
| Nr | #  | Tytuł                   | Reżyseria             | Scenariusz                                                 | Premiera Fox      |
| -- | -- | ----------------------- | --------------------- | ---------------------------------------------------------- | ----------------- |
| 1  | 1  | 12:00 a.m. – 1:00 a.m.  | Stephen Hopkins       | Joel Surnow, Robert Cochran                                | 6 listopada 2001  |
| 2  | 2  | 1:00 a.m. – 2:00 a.m.   | Stephen Hopkins       | Joel Surnow, Michael Loceff                                | 13 listopada 2001 |
| 3  | 3  | 2:00 a.m. – 3:00 a.m.   | Stephen Hopkins       | Joel Surnow, Michael Loceff                                | 20 listopada 2001 |
| 4  | 4  | 3:00 a.m. – 4:00 a.m.   | Winrich Kolbe         | Robert Cochran                                             | 27 listopada 2001 |
| 5  | 5  | 4:00 a.m. – 5:00 a.m.   | Winrich Kolbe         | Chip Johannessen                                           | 11 grudnia 2001   |
| 6  | 6  | 5:00 a.m. – 6:00 a.m.   | Bryan Spicer          | Howard Gordon                                              | 18 grudnia 2001   |
| 7  | 7  | 6:00 a.m. – 7:00 a.m.   | Bryan Spicer          | Andrea Newman                                              | 8 stycznia 2002   |
| 8  | 8  | 7:00 a.m. – 8:00 a.m.   | Stephen Hopkins       | Joel Surnow, Michael Loceff                                | 15 stycznia 2002  |
| 9  | 9  | 8:00 a.m. – 9:00 a.m.   | Stephen Hopkins       | Virgil Williams                                            | 22 stycznia 2002  |
| 10 | 10 | 9:00 a.m. – 10:00 a.m.  | Davis Guggenheim      | Lawrence Hertzog                                           | 5 lutego 2002     |
| 11 | 11 | 10:00 a.m. – 11:00 a.m. | Davis Guggenheim      | Robert Cochran                                             | 12 lutego 2002    |
| 12 | 12 | 11:00 a.m. – 12:00 p.m. | Stephen Hopkins       | Howard Gordon                                              | 19 lutego 2002    |
| 13 | 13 | 12:00 p.m. – 1:00 p.m.  | Stephen Hopkins       | Andrea Newman                                              | 26 lutego 2002    |
| 14 | 14 | 1:00 p.m. – 2:00 p.m.   | Jon Cassar            | Joel Surnow, Michael Loceff                                | 5 marca 2002      |
| 15 | 15 | 2:00 p.m. – 3:00 p.m.   | Jon Cassar            | Michael S. Chernuchin                                      | 12 marca 2002     |
| 16 | 16 | 3:00 p.m. – 4:00 p.m.   | Stephen Hopkins       | Robert Cochran, Howard Gordon                              | 19 marca 2002     |
| 17 | 17 | 4:00 p.m. – 5:00 p.m.   | Stephen Hopkins       | Michael S. Chernuchin                                      | 26 marca 2002     |
| 18 | 18 | 5:00 p.m. – 6:00 p.m.   | Frederick King Keller | Maurice Hurley                                             | 2 kwietnia 2002   |
| 19 | 19 | 6:00 p.m. – 7:00 p.m.   | Frederick King Keller | Joel Surnow, Michael Loceff                                | 9 kwietnia 2002   |
| 20 | 20 | 7:00 p.m. – 8:00 p.m.   | Stephen Hopkins       | Robert Cochran, Howard Gordon                              | 16 kwietnia 2002  |
| 21 | 21 | 8:00 p.m. – 9:00 p.m.   | Stephen Hopkins       | Joel Surnow, Michael Loceff                                | 23 kwietnia 2002  |
| 22 | 22 | 9:00 p.m. – 10:00 p.m.  | Paul Shapiro          | Joel Surnow, Michael Loceff                                | 7 maja 2002       |
| 23 | 23 | 10:00 p.m. – 11:00 p.m. | Paul Shapiro          | Robert Cochran, Howard Gordon                              | 14 maja 2002      |
| 24 | 24 | 11:00 p.m. – 12:00 a.m. | Stephen Hopkins       | Robert Cochran, Howard Gordon, Joel Surnow, Michael Loceff | 21 maja 2002      |

## Sezon 2 (2002-2003)
| Nr | #  | Tytuł                          | Reżyseria             | Scenariusz                                                 | Premiera Fox         |
| -- | -- | ------------------------------ | --------------------- | ---------------------------------------------------------- | -------------------- |
| 25 | 1  | Day 2: 8:00 a.m. – 9:00 a.m.   | Jon Cassar            | Joel Surnow, Michael Loceff                                | 29 października 2002 |
| 26 | 2  | Day 2: 9:00 a.m. – 10:00 a.m.  | Jon Cassar            | Joel Surnow, Michael Loceff                                | 5 listopada 2002     |
| 27 | 3  | Day 2: 10:00 a.m. – 11:00 a.m. | James Whitmore, Jr.   | Howard Gordon                                              | 12 listopada 2002    |
| 28 | 4  | Day 2: 11:00 a.m. – 12:00 p.m. | James Whitmore, Jr.   | Remi Aubuchon                                              | 19 listopada 2002    |
| 29 | 5  | Day 2: 12:00 p.m. – 1:00 p.m.  | Jon Cassar            | Gil Grant                                                  | 26 listopada 2002    |
| 30 | 6  | Day 2: 1:00 p.m. – 2:00 p.m.   | Jon Cassar            | Elizabeth M. Cosin                                         | 3 grudnia 2002       |
| 31 | 7  | Day 2: 2:00 p.m. – 3:00 p.m.   | James Whitmore, Jr.   | Virgil Williams                                            | 10 grudnia 2002      |
| 32 | 8  | Day 2: 3:00 p.m. – 4:00 p.m.   | James Whitmore, Jr.   | Joel Surnow, Michael Loceff                                | 17 grudnia 2002      |
| 33 | 9  | Day 2: 4:00 p.m. – 5:00 p.m.   | Rodney Charters       | Howard Gordon                                              | 7 stycznia 2003      |
| 34 | 10 | Day 2: 5:00 p.m. – 6:00 p.m.   | Rodney Charters       | David Ehrman                                               | 14 stycznia 2003     |
| 35 | 11 | Day 2: 6:00 p.m. – 7:00 p.m.   | Frederick King Keller | Gil Grant                                                  | 4 lutego 2003        |
| 36 | 12 | Day 2: 7:00 p.m. – 8:00 p.m.   | Frederick King Keller | Evan Katz                                                  | 11 lutego 2003       |
| 37 | 13 | Day 2: 8:00 p.m. – 9:00 p.m.   | Jon Cassar            | Maurice Hurley                                             | 18 lutego 2003       |
| 38 | 14 | Day 2: 9:00 p.m. – 10:00 p.m.  | Jon Cassar            | Joel Surnow, Michael Loceff                                | 25 lutego 2003       |
| 39 | 15 | Day 2: 10:00 p.m. – 11:00 p.m. | Ian Toynton           | Robert Cochran                                             | 4 marca 2003         |
| 40 | 16 | Day 2: 11:00 p.m. – 12:00 a.m. | Ian Toynton           | Howard Gordon, Evan Katz                                   | 25 marca 2003        |
| 41 | 17 | Day 2: 12:00 a.m. – 1:00 a.m.  | Jon Cassar            | Evan Katz, Gil Grant                                       | 1 kwietnia 2003      |
| 42 | 18 | Day 2: 1:00 a.m. – 2:00 a.m.   | Jon Cassar            | Joel Surnow, Michael Loceff                                | 8 kwietnia 2003      |
| 43 | 19 | Day 2: 2:00 a.m. – 3:00 a.m.   | James Whitmore, Jr.   | Howard Gordon                                              | 15 kwietnia 2003     |
| 44 | 20 | Day 2: 3:00 a.m. – 4:00 a.m.   | James Whitmore, Jr.   | Neil Cohen                                                 | 22 kwietnia 2003     |
| 45 | 21 | Day 2: 4:00 a.m. – 5:00 a.m.   | Ian Toynton           | Robert Cochran, Howard Gordon                              | 29 kwietnia 2003     |
| 46 | 22 | Day 2: 5:00 a.m. – 6:00 a.m.   | Ian Toynton           | Virgil Williams, Duppy Demetrius                           | 6 maja 2003          |
| 47 | 23 | Day 2: 6:00 a.m. – 7:00 a.m.   | Jon Cassar            | Evan Katz, Gil Grant                                       | 13 maja 2003         |
| 48 | 24 | Day 2: 7:00 a.m. – 8:00 a.m.   | Jon Cassar            | Robert Cochran, Howard Gordon, Joel Surnow, Michael Loceff | 20 maja 2003         |

## Sezon 3 (2003-2004)
| Nr | #  | Tytuł                          | Reżyseria             | Scenariusz                                                   | Premiera Fox         |
| -- | -- | ------------------------------ | --------------------- | ------------------------------------------------------------ | -------------------- |
| 49 | 1  | Day 3: 1:00 p.m. – 2:00 p.m.   | Jon Cassar            | Joel Surnow, Michael Loceff                                  | 28 października 2003 |
| 50 | 2  | Day 3: 2:00 p.m. – 3:00 p.m.   | Jon Cassar            | Joel Surnow, Michael Loceff                                  | 4 listopada 2003     |
| 51 | 3  | Day 3: 3:00 p.m. – 4:00 p.m.   | Ian Toynton           | Howard Gordon                                                | 11 listopada 2003    |
| 52 | 4  | Day 3: 4:00 p.m. – 5:00 p.m.   | Ian Toynton           | Stephen Kronish                                              | 18 listopada 2003    |
| 53 | 5  | Day 3: 5:00 p.m. – 6:00 p.m.   | Jon Cassar            | Evan Katz                                                    | 25 listopada 2003    |
| 54 | 6  | Day 3: 6:00 p.m. – 7:00 p.m.   | Jon Cassar            | Duppy Demetrius                                              | 2 grudnia 2003       |
| 55 | 7  | Day 3: 7:00 p.m. – 8:00 p.m.   | Ian Toynton           | Robert Cochran, Howard Gordon                                | 9 grudnia 2003       |
| 56 | 8  | Day 3: 8:00 p.m. – 9:00 p.m.   | Ian Toynton           | Robert Cochran, Howard Gordon                                | 16 grudnia 2003      |
| 57 | 9  | Day 3: 9:00 p.m. – 10:00 p.m.  | Brad Turner           | Robert Cochran, Howard Gordon, Evan Katz & Stephen Kronish   | 6 stycznia 2004      |
| 58 | 10 | Day 3: 10:00 p.m. – 11:00 p.m. | Brad Turner           | Joel Surnow, Michael Loceff                                  | 13 stycznia 2004     |
| 59 | 11 | Day 3: 11:00 p.m. – 12:00 a.m. | Jon Cassar            | Joel Surnow, Michael Loceff                                  | 27 stycznia 2004     |
| 60 | 12 | Day 3: 12:00 a.m. – 1:00 a.m.  | Jon Cassar            | Evan Katz, Stephen Kronish, Robert Cochran, Howard Gordon    | 3 lutego 2004        |
| 61 | 13 | Day 3: 1:00 a.m. – 2:00 a.m.   | Bryan Spicer          | Robert Cochran, Stephen Kronish, Joel Surnow, Michael Loceff | 10 lutego 2004       |
| 62 | 14 | Day 3: 2:00 a.m. – 3:00 a.m.   | Bryan Spicer          | Howard Gordon, Evan Katz                                     | 17 lutego 2004       |
| 63 | 15 | Day 3: 3:00 a.m. – 4:00 a.m.   | Kevin Hooks           | Michael Loceff, Robert Cochran, Howard Gordo                 | 24 lutego 2004       |
| 64 | 16 | Day 3: 4:00 a.m. – 5:00 a.m.   | Kevin Hooks           | Evan Katz, Stephen Kronish                                   | 30 marca 2004        |
| 65 | 17 | Day 3: 5:00 a.m. – 6:00 a.m.   | Ian Toynton           | Robert Cochran, Stephen Kronish                              | 6 kwietnia 2004      |
| 66 | 18 | Day 3: 6:00 a.m. – 7:00 a.m.   | Ian Toynton           | Howard Gordon, Evan Katz                                     | 18 kwietnia 2004     |
| 67 | 19 | Day 3: 7:00 a.m. – 8:00 a.m.   | Jon Cassar            | Michael Loceff                                               | 20 kwietnia 2004     |
| 68 | 20 | Day 3: 8:00 a.m. – 9:00 a.m.   | Jon Cassar            | Virgil Williams                                              | 27 kwietnia 2004     |
| 69 | 21 | Day 3: 9:00 a.m. – 10:00 a.m.  | Frederick King Keller | Joel Surnow, Michael Loceff                                  | 4 maja 2004          |
| 70 | 22 | Day 3: 10:00 a.m. – 11:00 a.m. | Frederick King Keller | Robert Cochran, Howard Gordon, Evan Katz, Stephen Kronish    | 11 maja 2004         |
| 71 | 23 | Day 3: 11:00 a.m. – 12:00 p.m. | Jon Cassar            | Evan Katz, Stephen Kronish, Robert Cochran, Howard Gordon    | 18 maja 2004         |
| 72 | 24 | Day 3: 12:00 p.m. – 1:00 p.m.  | Jon Cassar            | Joel Surnow, Michael Loceff                                  | 25 maja 2004         |

## Sezon 4 (2005)
| Nr | #  | Tytuł                          | Reżyseria       | Scenariusz                                        | Premiera Fox     |
| -- | -- | ------------------------------ | --------------- | ------------------------------------------------- | ---------------- |
| 73 | 1  | Day 4: 7:00 a.m. – 8:00 a.m.   | Jon Cassar      | Joel Surnow, Michael Loceff                       | 9 stycznia 2005  |
| 74 | 2  | Day 4: 8:00 a.m. – 9:00 a.m.   | Jon Cassar      | Howard Gordon                                     | 9 stycznia 2005  |
| 75 | 3  | Day 4: 9:00 a.m. – 10:00 a.m.  | Brad Turner     | Evan Katz                                         | 10 stycznia 2005 |
| 76 | 4  | Day 4: 10:00 a.m. – 11:00 a.m. | Brad Turner     | Stephen Kronish                                   | 10 stycznia 2005 |
| 77 | 5  | Day 4: 11:00 a.m. – 12:00 p.m. | Jon Cassar      | Peter M. Lenkov                                   | 17 stycznia 2005 |
| 78 | 6  | Day 4: 12:00 p.m. – 1:00 p.m.  | Jon Cassar      | Matt Michnovetz                                   | 24 stycznia 2005 |
| 79 | 7  | Day 4: 1:00 p.m. – 2:00 p.m.   | Ken Girotti     | Joel Surnow, Michael Loceff                       | 31 stycznia 2005 |
| 80 | 8  | Day 4: 2:00 p.m. – 3:00 p.m.   | Ken Girotti     | Matt Michnovetz, Stephen Kronish, Peter M. Lenkov | 7 lutego 2005    |
| 81 | 9  | Day 4: 3:00 p.m. – 4:00 p.m.   | Brad Turner     | Howard Gordon, Evan Katz                          | 14 lutego 2005   |
| 82 | 10 | Day 4: 4:00 p.m. – 5:00 p.m.   | Brad Turner     | Stephen Kronish, Peter M. Lenkov                  | 21 lutego 2005   |
| 83 | 11 | Day 4: 5:00 p.m. – 6:00 p.m.   | Jon Cassar      | Joel Surnow, Michael Loceff                       | 28 lutego 2005   |
| 84 | 12 | Day 4: 6:00 p.m. – 7:00 p.m.   | Jon Cassar      | Howard Gordon, Evan Katz                          | 7 marca 2005     |
| 85 | 13 | Day 4: 7:00 p.m. – 8:00 p.m.   | Rodney Charters | Anne Cofell Saunders                              | 14 marca 2005    |
| 86 | 14 | Day 4: 8:00 p.m. – 9:00 p.m.   | Tim Iacofano    | Howard Gordon, Evan Katz                          | 21 marca 2005    |
| 87 | 15 | Day 4: 9:00 p.m. – 10:00 p.m.  | Bryan Spicer    | Joel Surnow, Michael Loceff                       | 28 marca 2005    |
| 88 | 16 | Day 4: 10:00 p.m. – 11:00 p.m. | Bryan Spicer    | Robert Cochran, Howard Gordon, Evan Katz          | 4 kwietnia 2005  |
| 89 | 17 | Day 4: 11:00 p.m. – 12:00 a.m. | Jon Cassar      | Duppy Demetrius                                   | 11 kwietnia 2005 |
| 90 | 18 | Day 4: 12:00 a.m. – 1:00 a.m.  | Jon Cassar      | Joel Surnow, Michael Loceff                       | 18 kwietnia 2005 |
| 91 | 19 | Day 4: 1:00 a.m. – 2:00 a.m.   | Bryan Spicer    | Howard Gordon, Evan Katz                          | 25 kwietnia 2005 |
| 92 | 20 | Day 4: 2:00 a.m. – 3:00 a.m.   | Bryan Spicer    | Peter M. Lenkov                                   | 2 maja 2005      |
| 93 | 21 | Day 4: 3:00 a.m. – 4:00 a.m.   | Kevin Hooks     | Joel Surnow, Michael Loceff                       | 9 maja 2005      |
| 94 | 22 | Day 4: 4:00 a.m. – 5:00 a.m.   | Kevin Hooks     | Matt Michnovetz, Duppy Demetrius                  | 16 maja 2005     |
| 95 | 23 | Day 4: 5:00 a.m. – 6:00 a.m.   | Jon Cassar      | Sam Montgomery                                    | 23 maja 2005     |
| 96 | 24 | Day 4: 6:00 a.m. – 7:00 a.m.   | Jon Cassar      | Robert Cochran, Howard Gordon                     | 23 maja 2005     |

## Sezon 5 (2006)
| Nr  | #  | Tytuł                          | Reżyseria     | Scenariusz                               | Premiera Fox     |
| --- | -- | ------------------------------ | ------------- | ---------------------------------------- | ---------------- |
| 97  | 1  | Day 5: 7:00 a.m. – 8:00 a.m.   | Jon Cassar    | Howard Gordon                            | 15 stycznia 2006 |
| 98  | 2  | Day 5: 8:00 a.m. – 9:00 a.m.   | Jon Cassar    | Evan Katz                                | 15 stycznia 2006 |
| 99  | 3  | Day 5: 9:00 a.m. – 10:00 a.m.  | Brad Turner   | Manny Coto                               | 16 stycznia 2006 |
| 100 | 4  | Day 5: 10:00 a.m. – 11:00 a.m. | Brad Turner   | Joel Surnow, Michael Loceff              | 16 stycznia 2006 |
| 101 | 5  | Day 5: 11:00 a.m. – 12:00 p.m. | Jon Cassar    | Joel Surnow, Michael Loceff              | 23 stycznia 2006 |
| 102 | 6  | Day 5: 12:00 p.m. – 1:00 p.m.  | Jon Cassar    | David Fury                               | 30 stycznia 2006 |
| 103 | 7  | Day 5: 1:00 p.m. – 2:00 p.m.   | Brad Turner   | Manny Coto                               | 6 lutego 2006    |
| 104 | 8  | Day 5: 2:00 p.m. – 3:00 p.m.   | Brad Turner   | Robert Cochran, Evan Katz                | 13 lutego 2006   |
| 105 | 9  | Day 5: 3:00 p.m. – 4:00 p.m.   | Tim Iacofano  | Howard Gordon, David Fury                | 20 lutego 2006   |
| 106 | 10 | Day 5: 4:00 p.m. – 5:00 p.m.   | Tim Iacofano  | Joel Surnow, Michael Loceff              | 27 lutego 2006   |
| 107 | 11 | Day 5: 5:00 p.m. – 6:00 p.m.   | Jon Cassar    | Nicole Ranadive                          | 6 marca 2006     |
| 108 | 12 | Day 5: 6:00 p.m. – 7:00 p.m.   | Jon Cassar    | Duppy Demetrius, Matt Michnovetz         | 6 marca 2006     |
| 109 | 13 | Day 5: 7:00 p.m. – 8:00 p.m.   | Brad Turner   | Joel Surnow, Michael Loceff              | 13 marca 2006    |
| 110 | 14 | Day 5: 8:00 p.m. – 9:00 p.m.   | Brad Turner   | Sam Montgomery, Howard Gordon, Evan Katz | 20 marca 2006    |
| 111 | 15 | Day 5: 9:00 p.m. – 10:00 p.m.  | Jon Cassar    | David Ehrman                             | 27 marca 2006    |
| 112 | 16 | Day 5: 10:00 p.m. – 11:00 p.m. | Jon Cassar    | Manny Coto, Sam Montgomery               | 3 kwietnia 2006  |
| 113 | 17 | Day 5: 11:00 p.m. – 12:00 a.m. | Brad Turner   | David Fury                               | 10 kwietnia 2006 |
| 114 | 18 | Day 5: 12:00 a.m. – 1:00 a.m.  | Brad Turner   | Howard Gordon                            | 17 kwietnia 2006 |
| 115 | 19 | Day 5: 1:00 a.m. – 2:00 a.m.   | Dwight Little | Craig Van Sickle, Steven Long Mitchell   | 24 kwietnia 2006 |
| 116 | 20 | Day 5: 2:00 a.m. – 3:00 a.m.   | Dwight Little | Joel Surnow, Michael Loceff              | 1 maja 2006      |
| 117 | 21 | Day 5: 3:00 a.m. – 4:00 a.m.   | Brad Turner   | Manny Coto                               | 8 maja 2006      |
| 118 | 22 | Day 5: 4:00 a.m. – 5:00 a.m.   | Brad Turner   | Sam Montgomery, David Fury               | 15 maja 2006     |
| 119 | 23 | Day 5: 5:00 a.m. – 6:00 a.m.   | Jon Cassar    | Howard Gordon, Evan Katz                 | 22 maja 2006     |
| 120 | 24 | Day 5: 6:00 a.m. – 7:00 a.m.   | Jon Cassar    | Robert Cochran                           | 22 maja 2006     |

## Sezon 6 (2007)
| Nr  | #  | Tytuł                          | Reżyseria     | Scenariusz                                       | Premiera Fox     |
| --- | -- | ------------------------------ | ------------- | ------------------------------------------------ | ---------------- |
| 121 | 1  | Day 6: 6:00 a.m. – 7:00 a.m.   | Jon Cassar    | Howard Gordon                                    | 14 stycznia 2007 |
| 122 | 2  | Day 6: 7:00 a.m. – 8:00 a.m.   | Jon Cassar    | Manny Coto                                       | 14 stycznia 2007 |
| 123 | 3  | Day 6: 8:00 a.m. – 9:00 a.m.   | Brad Turner   | Evan Katz, David Fury                            | 15 stycznia 2007 |
| 124 | 4  | Day 6: 9:00 a.m. – 10:00 a.m.  | Brad Turner   | Robert Cochran                                   | 15 stycznia 2007 |
| 125 | 5  | Day 6: 10:00 a.m. – 11:00 a.m. | Milan Cheylov | Joel Surnow, Michael Loceff                      | 22 stycznia 2007 |
| 126 | 6  | Day 6: 11:00 a.m. – 12:00 p.m. | Milan Cheylov | Joel Surnow, Michael Loceff                      | 29 stycznia 2007 |
| 127 | 7  | Day 6: 12:00 p.m. – 1:00 p.m.  | Jon Cassar    | Howard Gordon, Manny Coto                        | 5 lutego 2007    |
| 128 | 8  | Day 6: 1:00 p.m. – 2:00 p.m.   | Jon Cassar    | Evan Katz, David Fury                            | 12 lutego 2007   |
| 129 | 9  | Day 6: 2:00 p.m. – 3:00 p.m.   | Brad Turner   | Adam E. Fierro                                   | 12 lutego 2007   |
| 130 | 10 | Day 6: 3:00 p.m. – 4:00 p.m.   | Brad Turner   | Howard Gordon, Evan Katz                         | 19 lutego 2007   |
| 131 | 11 | Day 6: 4:00 p.m. – 5:00 p.m.   | Tim Iacofano  | Manny Coto                                       | 26 lutego 2007   |
| 132 | 12 | Day 6: 5:00 p.m. – 6:00 p.m.   | Tim Iacofano  | Howard Gordon, Evan Katz, David Fury             | 5 marca 2007     |
| 133 | 13 | Day 6: 6:00 p.m. – 7:00 p.m.   | Jon Cassar    | Joel Surnow, Michael Loceff                      | 12 marca 2007    |
| 134 | 14 | Day 6: 7:00 p.m. – 8:00 p.m.   | Jon Cassar    | Manny Coto, David Fury, Howard Gordon, Evan Katz | 19 marca 2007    |
| 135 | 15 | Day 6: 8:00 p.m. – 9:00 p.m.   | Brad Turner   | Howard Gordon, Manny Coto                        | 26 marca 2007    |
| 136 | 16 | Day 6: 9:00 p.m. – 10:00 p.m.  | Brad Turner   | Robert Cochran, Evan Katz                        | 2 kwietnia 2007  |
| 137 | 17 | Day 6: 10:00 p.m. – 11:00 p.m. | Bryan Spicer  | David Fury                                       | 9 kwietnia 2007  |
| 138 | 18 | Day 6: 11:00 p.m. – 12:00 a.m. | Bryan Spicer  | Matt Michnovetz, Nicole Ranadive                 | 16 kwietnia 2007 |
| 139 | 19 | Day 6: 12:00 a.m. – 1:00 a.m.  | Brad Turner   | Joel Surnow, Michael Loceff                      | 23 kwietnia 2007 |
| 140 | 20 | Day 6: 1:00 a.m. – 2:00 a.m.   | Brad Turner   | Howard Gordon, Evan Katz                         | 30 kwietnia 2007 |
| 141 | 21 | Day 6: 2:00 a.m. – 3:00 a.m.   | Bryan Spicer  | Manny Coto                                       | 7 maja 2007      |
| 142 | 22 | Day 6: 3:00 a.m. – 4:00 a.m.   | Bryan Spicer  | Howard Gordon, Evan Katz                         | 14 maja 2007     |
| 143 | 23 | Day 6: 4:00 a.m. – 5:00 a.m.   | Brad Turner   | Joel Surnow, Michael Loceff                      | 21 maja 2007     |
| 144 | 24 | Day 6: 5:00 a.m. – 6:00 a.m.   | Brad Turner   | Robert Cochran, Manny Coto, David Fury           | 7 maja 2007      |

## Redemption (2008)
| Tytuł      | Reżyseria  | Scenariusz    | Premiera Fox      |
| ---------- | ---------- | ------------- | ----------------- |
| Redemption | Jon Cassar | Howard Gordon | 23 listopada 2008 |

## Sezon 7 (2009)
| Nr  | #  | Tytuł                          | Reżyseria     | Scenariusz                                            | Premiera Fox     |
| --- | -- | ------------------------------ | ------------- | ----------------------------------------------------- | ---------------- |
| 145 | 1  | Day 7: 8:00 a.m. – 9:00 a.m.   | Jon Cassar    | Howard Gordon, Joel Surnow, Michael Loceff            | 11 stycznia 2009 |
| 146 | 2  | Day 7: 9:00 a.m. – 10:00 a.m.  | Jon Cassar    | Howard Gordon, Evan Katz, Joel Surnow, Michael Loceff | 11 stycznia 2009 |
| 147 | 3  | Day 7: 10:00 a.m. – 11:00 a.m. | Brad Turner   | Manny Coto, Brannon Braga                             | 12 stycznia 2009 |
| 148 | 4  | Day 7: 11:00 a.m. – 12:00 p.m. | Brad Turner   | David Fury, Alex Gansa                                | 12 stycznia 2009 |
| 149 | 5  | Day 7: 12:00 p.m. – 1:00 p.m.  | Jon Cassar    | Howard Gordon, Evan Katz                              | 19 stycznia 2009 |
| 150 | 6  | Day 7: 1:00 p.m. – 2:00 p.m.   | Jon Cassar    | Manny Coto, rannon Braga                              | 26 stycznia 2009 |
| 151 | 7  | Day 7: 2:00 p.m. – 3:00 p.m.   | Milan Cheylov | Michael Loceff, Manny Coto, Brannon Braga             | 2 lutego 2009    |
| 152 | 8  | Day 7: 3:00 p.m. – 4:00 p.m.   | Milan Cheylov | David Fury, Robert Cochran, Evan Katz                 | 9 lutego 2009    |
| 153 | 9  | Day 7: 4:00 p.m. – 5:00 p.m.   | Milan Cheylov | David Fury                                            | 16 lutego 2009   |
| 154 | 10 | Day 7: 5:00 p.m. – 6:00 p.m.   | Milan Cheylov | Manny Coto, Brannon Braga                             | 23 lutego 2009   |
| 155 | 11 | Day 7: 6:00 p.m. – 7:00 p.m.   | Brad Turner   | Alex Gansa                                            | 2 marca 2009     |
| 156 | 12 | Day 7: 7:00 p.m. – 8:00 p.m.   | Brad Turner   | Manny Coto, Brannon Braga                             | 2 marca 2009     |
| 157 | 13 | Day 7: 8:00 p.m. – 9:00 p.m.   | Brad Turner   | Manny Coto, Brannon Braga                             | 9 marca 2009     |
| 158 | 14 | Day 7: 9:00 p.m. – 10:00 p.m.  | Brad Turner   | Evan Katz, Juan Carlos Coto                           | 16 marca 2009    |
| 159 | 15 | Day 7: 10:00 p.m. – 11:00 p.m. | Jon Cassar    | David Fury, Alex Gansa                                | 23 marca 2009    |
| 160 | 16 | Day 7: 11:00 p.m. – 12:00 a.m. | Jon Cassar    | Manny Coto, Brannon Braga                             | 30 marca 2009    |
| 161 | 17 | Day 7: 12:00 a.m. – 1:00 a.m.  | Brad Turner   | Chip Johannessen                                      | 6 kwietnia 2009  |
| 162 | 18 | Day 7: 1:00 a.m. – 2:00 a.m.   | Brad Turner   | Howard Gordon, Manny Coto, Brannon Braga              | 13 kwietnia 2009 |
| 163 | 19 | Day 7: 2:00 a.m. – 3:00 a.m.   | Michael Klick | David Fury                                            | 20 kwietnia 2009 |
| 164 | 20 | Day 7: 3:00 a.m. – 4:00 a.m.   | Michael Klick | Juan Carlos Coto, Alex Gansa, Chip Johannessen        | 27 kwietnia 2009 |
| 165 | 21 | Day 7: 4:00 a.m. – 5:00 a.m.   | Brad Turner   | Manny Coto, Brannon Braga                             | 4 maja 2009      |
| 166 | 22 | Day 7: 5:00 a.m. – 6:00 a.m.   | Brad Turner   | Evan Katz                                             | 11 maja 2009     |
| 167 | 23 | Day 7: 6:00 a.m. – 7:00 a.m.   | Jon Cassar    | David Fury, Alex Gansa                                | 18 maja 2009     |
| 168 | 24 | Day 7: 7:00 a.m. – 8:00 a.m.   | Jon Cassar    | Manny Coto, Brannon Braga, Howard Gordon              | 4 maja 2009      |

## Sezon 8 (2010)
| Nr  | #  | Tytuł                          | Reżyseria        | Scenariusz                                      | Premiera Fox     |
| --- | -- | ------------------------------ | ---------------- | ----------------------------------------------- | ---------------- |
| 169 | 1  | Day 8: 4:00 p.m. – 5:00 p.m.   | Brad Turner      | Howard Gordon, Evan Katz                        | 17 stycznia 2010 |
| 170 | 2  | Day 8: 5:00 p.m. – 6:00 p.m.   | Brad Turner      | Howard Gordon, Manny Coto, Brannon Braga        | 17 stycznia 2010 |
| 171 | 3  | Day 8: 6:00 p.m. – 7:00 p.m.   | Milan Cheylov    | David Fury, Alex Gansa                          | 18 stycznia 2010 |
| 172 | 4  | Day 8: 7:00 p.m. – 8:00 p.m.   | Milan Cheylov    | Chip Johannessen, Patrick Harbinson             | 18 stycznia 2010 |
| 173 | 5  | Day 8: 8:00 p.m. – 9:00 p.m.   | Brad Turner      | Howard Gordon, Evan Katz, Alex Gansa            | 25 stycznia 2010 |
| 174 | 6  | Day 8: 9:00 p.m. – 10:00 p.m.  | Brad Turner      | Manny Coto, Brannon Braga                       | 1 lutego 2010    |
| 175 | 7  | Day 8: 10:00 p.m. – 11:00 p.m. | Milan Cheylov    | Chip Johannessen, Patrick Harbinson             | 8 lutego 2010    |
| 176 | 8  | Day 8: 11:00 p.m. – 12:00 a.m. | Milan Cheylov    | David Fury                                      | 15 lutego 2010   |
| 177 | 9  | Day 8: 12:00 a.m. – 1:00 a.m.  | Brad Turner      | Alex Gansa, Chip Johannessen, Patrick Harbinson | 22 lutego 2010   |
| 178 | 10 | Day 8: 1:00 a.m. – 2:00 a.m.   | Brad Turner      | Manny Coto, Brannon Braga                       | 1 marca 2010     |
| 179 | 11 | Day 8: 2:00 a.m. – 3:00 a.m.   | Nelson McCormick | Evan Katz, David Fury                           | 8 marca 2010     |
| 180 | 12 | Day 8: 3:00 a.m. – 4:00 a.m.   | Nelson McCormick | Chip Johannessen, Patrick Harbinson             | 15 marca 2010    |
| 181 | 13 | Day 8: 4:00 a.m. – 5:00 a.m.   | Milan Cheylov    | Howard Gordon, Manny Coto, Brannon Braga        | 22 marca 2010    |
| 182 | 14 | Day 8: 5:00 a.m. – 6:00 a.m.   | Milan Cheylov    | Evan Katz, Alex Gansa                           | 29 marca 2010    |
| 183 | 15 | Day 8: 6:00 a.m. – 7:00 a.m.   | Brad Turner      | Chip Johannessen, Patrick Harbinson             | 5 kwietnia 2010  |
| 184 | 16 | Day 8: 7:00 a.m. – 8:00 a.m.   | Brad Turner      | Manny Coto, Brannon Braga                       | 5 kwietnia 2010  |
| 185 | 17 | Day 8: 8:00 a.m. – 9:00 a.m.   | Milan Cheylov    | David Fury                                      | 12 kwietnia 2010 |
| 186 | 18 | Day 8: 9:00 a.m. – 10:00 a.m.  | Milan Cheylov    | Chip Johannessen,Patrick Harbinson              | 19 kwietnia 2010 |
| 187 | 19 | Day 8: 10:00 a.m. – 11:00 a.m. | Michael Klick    | Manny Coto,Brannon Braga                        | 26 kwietnia 2010 |
| 188 | 20 | Day 8: 11:00 a.m. – 12:00 p.m. | Michael Klick    | Evan Katz,Alex Gansa                            | 3 maja 2010      |
| 189 | 21 | Day 8: 12:00 p.m. – 1:00 p.m.  | Milan Cheylov    | Chip Johannessen,Patrick Harbinson              | 10 maja 2010     |
| 190 | 22 | Day 8: 1:00 p.m. – 2:00 p.m.   | Milan Cheylov    | David Fury                                      | 17 maja 2010     |
| 191 | 23 | Day 8: 2:00 p.m. – 3:00 p.m.   | Brad Turner      | Shauna McGarry, Geoff Aull                      | 24 maja 2010     |
| 192 | 24 | Day 8: 3:00 p.m. – 4:00 p.m.   | Brad Turner      | Howard Gordon                                   | 24 maja 2010     |

## Live Another Day (2014)
| Nr | Tytuł                          | Reżyseria     | Scenariusz                                       | Premiera Fox    |
| -- | ------------------------------ | ------------- | ------------------------------------------------ | --------------- |
| 1  | Day 9: 11:00 a.m. – 12:00 p.m. | Jon Cassar    | Evan Katz, Manny Coto                            | 5 maja 2014     |
| 2  | Day 9: 12:00 p.m. – 1:00 p.m.  | Jon Cassar    | Robert Cochran, David Fury                       | 5 maja 2014     |
| 3  | Day 9: 1:00 p.m. – 2:00 p.m.   | Adam Kane     | Sang Kyu Kim, Patrick Somerville                 | 12 maja 2014    |
| 4  | Day 9: 2:00 p.m. – 3:00 p.m.   | Adam Kane     | Patrick Harbinson                                | 19 maja 2014    |
| 5  | Day 9: 3:00 p.m. – 4:00 p.m.   | Omar Madha    | Patrick Somerville Sang Kyu Kim                  | 26 maja 2014    |
| 6  | Day 9: 4:00 p.m. – 5:00 p.m.   | Omar Madha    | David Fury                                       | 2 czerwca 2014  |
| 7  | Day 9: 5:00 p.m. – 6:00 p.m.   | Jon Cassar    | Tony Basgallop                                   | 9 czerwca 2014  |
| 8  | Day 9: 6:00 p.m. – 7:00 p.m.   | Jon Cassar    | Robert Cochran                                   | 16 czerwca 2014 |
| 9  | Day 9: 7:00 p.m. – 8:00 p.m.   | Milan Cheylov | Tony Basgallop Sang Kyu Kim Evan Katz Manny Coto | 23 czerwca 2014 |
| 10 | Day 9: 8:00 p.m. – 9:00 p.m.   | Milan Cheylov | Adam DaSilva Robert Cochran Manny Coto Evan Katz | 30 czerwca 2014 |
| 11 | Day 9: 9:00 p.m. – 10:00 p.m.  | Jon Cassar    |                                                  | 7 lipca 2014    |
| 12 | Day 9: 10:00 p.m. – 11:00 a.m. | Jon Cassar    |                                                  | 14 lipca 2014   |